# 중화인민공화국 해상민병
중국 해상 민병대(CMM; 중국어: 中国海上民兵)는 인민무장해상민병대(PAFMM) 또는 어정민병대(渔政民兵)라고도 불리며, 중화인민공화국(PRC)의 해상 민병대이다. 이는 중국의 해상 초계 작전에 사용되는 세 가지 해상 전력 중 가장 작은 규모로, 중국 해경국 (CCG)과 중국 인민해방군 해군 (PLAN) 다음이다.
해상 민병대는 중국이 영유권을 주장하는 태평양 지역에서 반접근/지역거부 임무에 참여한다. 법 집행 및 "민간" 어선을 사용하여 중국은 "회색 지대" 전술을 사용하여 군사적 충돌을 피하면서도 해상 영유권을 추구하고 강화할 수 있다.

## 명칭
미국 군은 해상 민병대를 인민무장해상민병대(People's Armed Forces Maritime Militia, PAFMM)라고 부른다.
남중국해에서 명확한 식별 없이 작전하는 것으로 알려져, 때로는 "리틀 블루 맨"으로 불리기도 한다. 이 용어는 미국 해군참모대학교의 앤드류 S. 에릭슨(Andrew S. Erickson)이 러시아가 2014년 크림반도를 합병할 때 사용했던 "리틀 그린 맨"에 빗대어 만든 말이다.

## 역사

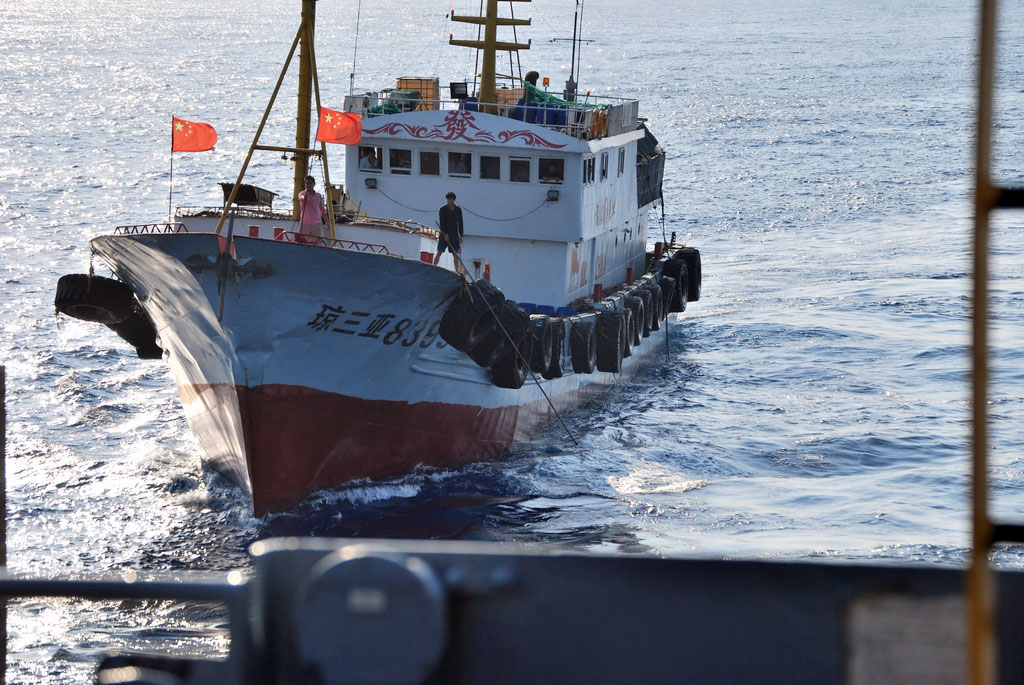
2009년 3월 8일, 국제 수역에서 중국 어선 승무원이 USNS 임페커블의 예인 음향 배열을 걸기 위해 갈고리를 사용하는 모습

중국의 해상 민병대는 중국공산당(CCP)이 국공 내전에서 승리하고 중국국민당(KMT)을 본토에서 타이완으로 도피시킨 후 설립되었다. 새롭게 통합된 공산 정부는 해안 외곽으로 물러나 여러 해안 섬에 주둔하고 있던 민족주의 세력에 대항하기 위해 해상 방어를 강화해야 했다. 따라서 어부들과 다른 해양 노동자들을 해상 민병대로 징집하여 인민 전쟁 개념을 바다에 적용했다. 민족주의자들도 집권 기간 동안 해상 민병대를 유지했지만, 공산 정부는 민족주의자들이 만든 조직에 대한 의심 때문에 자신들의 민병대를 새로 만들기를 선호했다. 공산당은 또한 국민당이 한 번도 하지 않았던, 지방 민병대를 통합하기 위한 국가 차원의 해상 민병대 사령부를 설립했다. 1950년대 초, 수산물국은 지방 어업을 집단화하면서 해상 민병대를 제도화하고 강화하는 데 핵심적인 역할을 했다. 수산물국 지도자들은 대체로 전직 인민해방군 해군 고위 장교였으며, 이는 두 조직 간의 긴밀한 관계를 이끌었다. 해상 민병대의 형성은 초기 공산주의 강국에 해군력 투사보다 해안 방어를 강조한 소련 "젊은 학파" 군사 이론의 영향을 받았다.
해상 민병대는 1950년대부터 1970년대까지 특히 중요했으며, 이 기간 동안 국가 방위와 영토 주장에 상당한 역할을 했다.(p. 292)
1960년대와 1970년대에 인민해방군 해군은 칭다오시, 상하이시, 광저우시의 세 주요 함대 본부 근처에 해상 민병대 학교를 설립했다. 1970년대 전반부까지 해상 민병대는 주로 해안 근처와 중국 인접 해역에 머물렀다. 그러나 1970년대 후반에 이르러 해상 민병대는 중요한 주권 지원 기능을 발전시켰고, 이는 중국 이웃 국가, 특히 남중국해에서 중국과 갈등을 증대시켰다.
해상 민병대는 1974년 베트남 공화국에 대항한 파라셀 제도 해전에서 중국군에 수륙양용 수송 능력을 제공하는 등 크게 기여했다. 또한 민병대의 존재는 베트남 공화국군의 진격을 상당히 늦추었다.(pp. 292-293)
해상 민병대는 1974년 센카쿠/댜오위 제도의 동중국해에서 벌어진 군집 작전 중 영토 주장을 확고히 하는 데 중요한 역할을 했다.(p. 293)
2000년대 들어 해상 민병대가 더욱 공격적인 작전에 개입하는 사례가 늘어났는데, 특히 미국의 해군 함정 항해를 물리적으로 방해하는 행위가 증가했다.
중국의 어선단은 2008년까지 규모가 축소되다가 해상 민병대 자금 지원으로 인해 오히려 확대되었다. 이러한 확대로 인해 불법 비보고 비규제 어업이 증가했다.
2019년, 미국은 중국 해경과 해상 민병대의 공격적이고 위험한 행동에 대해 중국에 경고를 발령했다.
해상 민병대는 남중국해에서 항공기 조종실에 고출력 레이저를 조준한 여러 사건의 배후에 있는 것으로 추정된다. 여기에는 오스트레일리아 왕립 해군 헬리콥터에 대한 공격도 포함된다.
2022년, 위성 이미지에 따르면 매일 100척 이상의 민병대 선박이 남중국해에서 활동하는 것으로 나타났다. 선박 수는 2022년 7월에 최고조에 달했으며, 약 400척의 민병대 선박이 남중국해에 배치되었다. 민병대 선박의 움직임과 관찰된 행동은 수년 동안 일관되게 유지되었다.

## 구조와 특징
중국의 어업 민병대는 특수 제작된 해상 민병대 어선(MMFV)과 일반 어선인 스프래틀리 기둥 어선(SBFV)이 혼합되어 구성되어 있으며, 이들은 다양한 보조금 프로그램을 통해 중앙 정부에 의해 징집된다. 대부분의 선박은 길이가 45에서 65미터 사이이다. 함대의 대다수는 정부 자체가 아닌 개인 소유이다. 이는 무장 대중 조직의 상당 부분이 민간인으로 구성되어 있으며, 이들은 민병대의 일원이면서도 해양 경제에서 정규 직업을 유지하고 있음을 의미한다. 민병대는 인민해방군 해군과 중국 해경국으로부터 독립적이지만, 양쪽 모두에게 훈련을 받는다. 해상 민병대는 주로 중국 광둥성과 하이난성의 열 개 항구에서 작전한다.

### 역량
해상 민병대는 작전에서 임대한 어선과 특수 제작된 선박을 모두 활용했다.
해상 민병대는 중국 인민공화국 무장 병력의 일부이지만, 2018년에는 일반적으로 비무장이었다. 민병대가 사용하는 폭력은 주로 위험한 기동과 때때로 다른 선박과의 충돌 또는 밀어내기로 제한된다. 전문 민병대 선박은 대형 물대포를 장착할 수 있다. 대부분의 선박에는 항법 및 통신 장비가 지급되며, 일부에는 소형 무기도 지급된다. 일부 해상 민병대 부대는 기뢰와 대공 무기를 갖추고 있다.
통신 시스템은 통신과 첩보 활동 모두에 사용될 수 있다. 종종 어부들은 자신의 선박을 제공한다. 그러나 어업이 아닌 민병대 임무를 위해 장비가 갖춰진 선박을 운용하는 해상 민병대의 핵심 부대도 있다. 이 선박들은 충돌을 위한 강화된 선수와 고출력 물대포를 특징으로 한다. 민병대 선박의 통신 장비가 점점 정교해지는 것은 중국 당국에게 양날의 칼이다. 새로운 장비와 그 사용에 대한 훈련은 민병대 부대의 지휘, 통제 및 조정을 실질적으로 개선했다. 그러나 그 결과로 나타나는 선박의 전문성과 정교한 기동은 정부 지원 행위자로서 더 쉽게 식별되게 하여, 회색 지대 전력으로서의 기능 능력을 약화시킨다. 이러한 개선은 또한 해상 대치 상황에서 민병대 선박을 더 위협적으로 만들 가능성이 있어, 외국 군대와의 의도치 않은 긴장 고조 위험을 높인다.

## 임무
중국 인민공화국은 거대한 어선단을 자국의 해양 권익 추구에 도움이 되는 필수적인 해양 전력의 일부로 간주한다. 해상 민병대는 중국의 분쟁 전략에서 세 가지 다른 임무를 수행하며, 이를 해상 권익 보호라고도 한다. 영토적 특징에 대한 분쟁뿐만 아니라 관할 구역 범위에 대한 분쟁에서도 활발하게 활동하며, 중국이 주장하는 해역에서 외국 활동, 특히 군사 활동을 규제한다. 처음 두 임무는 주로 브루나이, 인도네시아, 일본, 말레이시아, 필리핀, 중화민국, 베트남과 같은 이웃 국가들과 남중국해 및 동중국해에서 발생하는 이해 상충에 초점을 맞추는 반면, 세 번째 임무는 주로 미국의 항행의 자유 작전 (FONOPs)에 대한 대응이다.
미국 의회조사국 보고서에 따르면, 해상 민병대와 해경은 인민해방군 해군보다 해상 주권 주장 작전에 더 정기적으로 배치된다.

## 회색 지대 전쟁

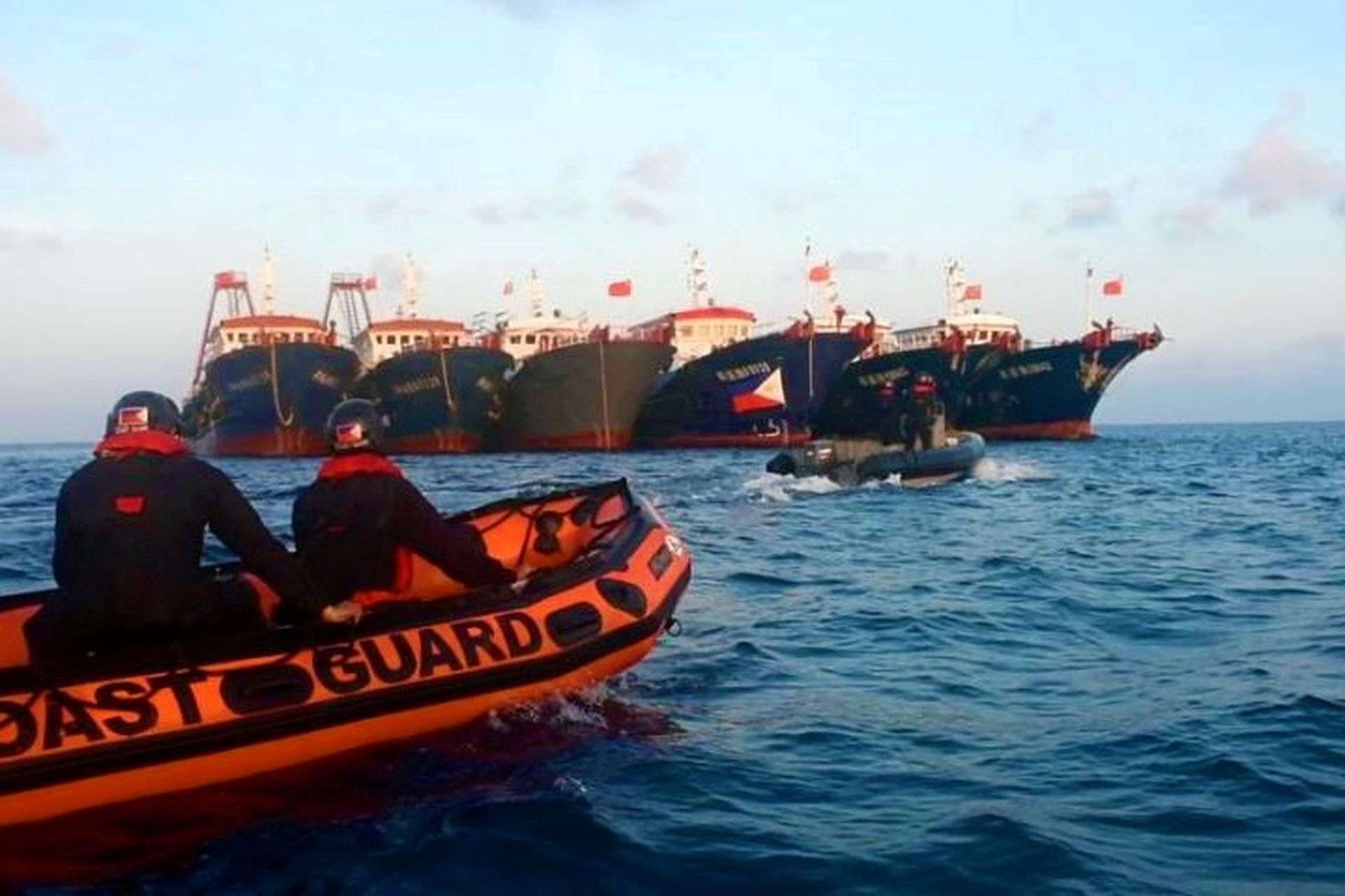
2021년 4월 13일, 휘트선 암초 사건 중 필리핀 해안 경비대가 해상 민병대 선박에 접근하는 모습

다양한 학술지 및 언론 기사들은 해상 민병대가 서태평양의 지속적으로 확장되는 지역에서 반접근 및 지역거부 임무에 점점 더 참여하고 있다고 주장한다. 중국은 전통적인 해군 자산 대신 법 집행 및 어선을 사용하여 "회색 지대" 영역 내에서 행동하며, 군사적 충돌을 피하면서도 해상 영유권을 성공적으로 추구할 수 있다. 민간인으로 구성된 해상 민병대를 활용함으로써 중국은 이러한 해상 작전에 민간인이 개입함으로써 발생하는 법적 모호성과 외교적 임의성을 활용할 수 있다.
대만 국방안보연구원의 연구에 따르면, 중국의 해상 민병대는 재래식 전쟁으로 확대되지 않으면서 중국의 이웃 국가들과 갈등을 벌이는 데 사용되는 "회색 지대" 전술의 일부이다. 해상 민병대는 중국 당국이 상황에 따라 그 구성원과의 연관성을 부인하거나 주장할 수 있기 때문에 특히 유용한 회색 지대 전력이다. 중국은 민병대를 분쟁 지역의 외국 선박을 괴롭히는 데 보낼 수 있지만, 선박이 정부 통제와 무관하다고 공개적으로 주장하여 다른 국가들과의 긴장 고조를 피한다. 동시에, 민병대 구성원이 외국 선박과의 대치 중 부상을 입으면, 중국 정부는 자국 어부를 "방어"할 필요성을 주장하며 국내 민족주의를 동원하여 위기 상황에서 협상력을 높일 수 있다.
학술 담론에서 일반적으로 회색 지대 작전으로 정의되는 사건들 중 일부는 2009년 USNS 임페커블 호에 대한 괴롭힘, 2010년 센카쿠 제도 사건, 2012년 스카버러 암초 대치, 2014년 하이양스유 981호 대치, 2016년 나투나 제도 사건, 그리고 2021년 휘트선 암초 사건 등이다.

## 통제
해상 민병대는 특정 지역에서 작전하고 군을 지원해야 한다. 민병대는 다양한 정부 보조금을 통해 자금을 지원받으며, 일부 인원은 국영 기업으로부터 정규 급여를 받는다.
해상 민병대의 지휘 및 조정 체계는 불분명하며, 어부들에 대한 통제는 미약하게만 관찰된다. 해상 민병대 대부분의 구성원이 동시에 어부이기 때문에, 그들은 정기적으로 정부가 원하는 것과 모순되는 자신만의 의제를 추구하기도 한다. 예를 들어, 여러 어부들이 해상 민병대 정책을 이용하여 분쟁 해역에서 보호 및 멸종 위기종을 어획함으로써 중앙 정부의 방침을 위반하기도 했다.
게다가, 식량 안보와 경제적 이점과 같은 요인들은 어부들이 중국의 배타적 경제 수역 밖에서 조업하게 만든다. 이는 중국 인민공화국의 관할 수역이 오염되었고, 중국의 어업 자원이 고갈되고 있음을 알 수 있기 때문이다. 따라서 해상 민병대가 회색 지대 작전에 관여하고 있더라도, 이를 중앙 정부가 체계적으로 활용할 수 있는 전문적이고 일관된 조직으로 묘사하는 것은 오해의 소지가 있다.

## 같이 보기
- 미국 상선단
- 영국 상선단
- 양배추 전술
- 중국의 살라미 전술
- 중국의 어업
- 남중국해의 영토 분쟁